# 拉希德丁·锡南
拉希德丁·锡南·伊本·萨勒曼·伊本·穆罕默德·阿布·哈桑·巴士里（阿拉伯语：‎ ；1132年或1135年—1192年）是12世纪后半叶活跃于叙利亚地区的木剌夷國的建立者。其活跃的年代正处于十字军东征進行時期，法蘭克人稱他為「山中老人」（Vetulus de Montanis），此称谓来源于其阿拉伯语头衔「山中长老」（Shaykh al Jabal）。

## 生平事蹟
拉希德丁生于居住在巴士拉附近的伊斯蘭教當中的伊斯玛仪派家庭里。幼年时期开始信奉伊斯玛仪派的分支尼查里派，并且前往伊斯蘭教當中的阿薩辛派的活動中心，即位于厄尔布尔士山脉中的阿剌模忒堡，並且在那𥚃開始修行。1162年，他被哈沙辛敎團教首哈桑二世派往叙利亚，主持当地的阿萨辛派事務。此时的法蒂玛帝國势力衰退，叙利亚正处于赞吉酋長國、众多十字军国家及法蒂玛帝國将军萨拉丁互相混战的局面。拉希德丁利用这个混乱局面，先后派人暗杀了負責管理霍姆斯和大马士革的官員，控制了今日叙利亚北部伊德利卜省的Jabal as-Summaq、Maarrat Misrin和Sarmin一带山区，建立了木剌夷國並成為其首任㫺赫，是為阿剌模忒㓔赫王朝的第一位統治者。
1152年，拉希德丁暗杀了的黎波里伯国的國君雷蒙德二世。
這時，逊尼派的赞吉酋長國國君努爾丁開始将拉希德丁视为比十字军更大的威胁，率兵围攻其城堡，但被击退。为了对抗赞吉酋長國，拉希德丁于1173年派人前往耶路撒冷王国國土，與其国王阿马尔里克一世结为同盟。不久之后，法蒂玛帝國被萨拉丁推翻，建立了阿尤布帝國。拉希德丁把阿尤布帝國视为最大威胁，转而同赞吉酋長國结盟。从1176年开始，拉希德丁两次派人暗杀萨拉丁，但都失败了。
為了报复拉希德丁所策劃的暗殺行動，阿尤布帝國派兵围攻拉希德丁的城堡迈斯亚夫，於是拉希德丁派人潜入戒备森严的萨拉丁的营中，在萨拉丁的枕边放置毒蛋糕、毒剑和警告信，據説這封信件的內容是：「如果我對蘇丹不懷好意，那麼枕邊的匕首就會插在蘇丹的胸口了。蘇丹應當知道，我此刻即使身處孤山絕頂，也能夠指揮閣下左右之人。」此事令萨拉丁感到非常害怕，故此他不得不退兵。
1187年，萨拉丁率兵攻占耶路撒冷，导致天主教國家於1189年發動第三次十字军东征。木剌夷國与十字军之間的关系恶化，前者決定與萨拉丁结盟，并且向十字军国家派遣刺客。1192年阿克王國国王康拉德一世（同时也是蒙特费拉侯爵）便是被其刺客暗杀的。
拉希德丁於同年在Al-Kahf城堡逝世。

## 流行文化
拉希德丁·锡南便是西方人口中所説的「山中老人」，他在西方世界的小说、影视作品及电子游戏中经常出现，如小说《基督山伯爵》、《玫瑰之名》及游戏《刺客教条》。

## 延伸阅读
- Halm, Heinz, Die Schia, Darmstadt 1988, pp. 228f.
- Runciman, Steven: A history of the Crusades Volume 2: The kingdom of Jerusalem and the Frankish East pp. 410
- Franzius, Enno. . New York: Funk & Wagnalls. 1969: 261  [2019-12-15]. （原始内容存档于2020-07-29）.
- Hodgson, Marshall G. S. . The Hague, Netherlands: Mouton. 1955: 352  [2019-12-15]. （原始内容存档于2020-07-29）.
- Lewis, Bernard. . New York: Basic Books. 1968: 166. ISBN 9780465004980. OCLC 1740057.
- Mirza, Nasseh Ahmed. . Richmond, UK: Curzon. 1997.
- Reston Jr., James. . New York: Doubleday. 2001  [2019-12-15]. ISBN 9780385495615. （原始内容存档于2020-07-29）.
- Wasserman, James. . Simon and Schuster. April 1, 2001: 320  [2019-12-15]. ISBN 9781594778735. （原始内容存档于2020-07-29）.
- . www.alamut.com.   [2019-12-15]. （原始内容存档于2020-07-23）.